# قمرهای مشتری (مجموعه‌داستان)
ماه‌های مشتری یا قمرهای مشتری (به انگلیسی: The Moons of Jupiter) یک مجموعه داستان کوتاه از آلیس مونرو است که در سال ۱۹۸۲ از سوی انتشارات مک‌میلان کانادا منتشر شد. نام مجموعه برگرفته نام یکی از داستان‌های کوتاه به نام ماه‌های مشتری است.